# Real Club La Moraleja
El Real Club La Moraleja es un club deportivo y social situado en la Comunidad de Madrid con instalaciones en Alcobendas, Madrid y Algete.
Fundado en 1973 con el nombre de Club de Golf La Moraleja, cuenta actualmente con cuatro campos de golf de 18 hoyos, todos ellos par 72. Tiene además un recorrido de 9 hoyos cortos, dos campos de croquet, ocho pistas de tenis, 12 pistas de pádel, dos pistas de squash, una piscina cubierta y tres descubiertas, gimnasio y spa. A esas instalaciones hay que sumar tres chalets sociales (Campo 1, Campo 2 y Campos 3-4), un chalet infantil y un chalet de tenis. Los campos 1 y 2 están situados en la urbanización La Moraleja (Alcobendas, Madrid). Los campos 3 y 4 se ubican en el municipio de Algete.
El club ha albergado competiciones como la World Cup of Golf, el Open de España o el Campeonato Mundial de Pádel.
Golf La Moraleja, S.A cuenta con 6000 accionistas.

## Campo 1
Diseñado por Jack Nicklaus, es el más antiguo de los campos de golf la Moraleja. Comenzó a jugarse en 1975 y se inauguró oficialmente en 1976.
Es un recorrido corto, estrecho y muy técnico. Los lagos y los “fuera de límites” desempeñan un papel muy importante en la estrategia de juego de cada hoyo. Solo uno de los 18 hoyos no tiene out.
Los greenes son pequeños, pero muy rápidos debido a sus desniveles. Hay que destacar entre otros, el hoyo 18, un par 5 corto con out a la derecha y a la izquierda y un lago defendiendo el intento de alcanzar el green en dos golpes. El campo cuenta además con un recorrido de 9 hoyos cortos, estilo pitch and putt, para entrenar y practicar el juego corto; un campo de prácticas con 20 puestos de salida cubiertos y 22 al aire libre; un putting green, un green de prácticas para el juego corto y un búnker de prácticas.
| BARRAS       | METROS | PAR | VALOR CAMPO | VALOR SLOPE |
| ------------ | ------ | --- | ----------- | ----------- |
| ██ Blancas   | 5.867  | 72  | 72.0        | 138         |
| ██ Amarillas | 5.689  | 72  | 71.1        | 136         |
| ██ Azules    | 5.270  | 72  | 74.4        | 131         |
| ██ Rojas     | 4.969  | 72  | 72.3        | 129         |

## Campo 2
El Campo 2 es un recorrido de 18 hoyos diseñado por Nicklaus Design bajo la dirección de Ron Kirby, que fue inaugurado en 1990. Mide 6.326 metros desde los tees de profesionales y cuenta además con un campo de prácticas con quince puestos de salida cubiertos, un putting green, un green de prácticas para el juego corto y un búnker de prácticas.
Las pendientes del terreno en torno a la mayoría de sus hoyos permiten que muchos espectadores puedan seguir con comodidad a los jugadores durante las competiciones. El recorrido es más largo que el de La Moraleja 1, pero también más ancho y cuenta con menos vegetación, por lo cual los golpes desviados no se penalizan demasiado. Tiene cuatro lagos que afectan a seis hoyos. Destaca por su estrategia el hoyo 16, cuyo green, emplazado en una península, provoca e intimida al mismo tiempo al jugador que quiera alcanzarlo en 2 golpes.
| BARRAS       | METROS | PAR | VALOR CAMPO | VALOR SLOPE |
| ------------ | ------ | --- | ----------- | ----------- |
| ██ Blancas   | 6.390  | 72  | 74,0        | 134         |
| ██ Amarillas | 5.909  | 72  | 71.3        | 126         |
| ██ Azules    | 5.450  | 72  | 74.4        | 129         |
| ██ Rojas     | 5.149  | 72  | 72.2        | 125         |

## Campo 3
El Campo 3 es obra también de Jack Nicklaus. El diseñador transformó un terreno originalmente plano levantando pequeñas colinas, más o menos pronunciadas, en distintos puntos del recorrido para conseguir un campo con múltiples opciones de juego en casi todos los hoyos. Se trata de un recorrido clásico, tipo parkland, largo, con una distancia total de 6.830 metros, un buen reto para albergar torneos importantes; pero también muy agradable de jugar para cualquier amateur. Sus calles son anchas y sus greenes, en general, grandes. Cuenta con tres enormes lagos que afectan a la mitad de los hoyos, más de 1.200 árboles y 68 búnkeres. La estrategia es aquí más importante que la distancia. Nicklaus se ha encargado de que sea así, como también de favorecer a aquellos jugadores capaces de conseguir buenos fades potentes.  
En 2014 la Moraleja 3 fue elegido el segundo mejor campo de España por la revista norteamericana Golf Digest.  
| BARRAS       | METROS | PAR | VALOR CAMPO | VALOR SLOPE |
| ------------ | ------ | --- | ----------- | ----------- |
| ██ Negras    | 6.854  | 72  |             | 130         |
| ██ Blancas   | 6.333  | 72  | 73.5        | 130         |
| ██ Amarillas | 5.883  | 72  | 72.6        | 129         |
| ██ Azules    | 5.218  | 72  | 70.6        | 132         |
| ██ Rojas     | 4.631  | 72  | 68.4        | 126         |

## Campo 4
El Campo 4 del Real Club La Moraleja, diseñado por Jack Nicklaus, tiene una longitud de 6.350 metros, con islas de vegetación, ligeros montículos en el terreno, lagos con plantas acuáticas. Cuenta también con diferentes posibilidades de salida desde el tee para multiplicar las opciones de juego y ofrecer diferentes estrategias.
Una casa club modular da servicio a los recorridos 3 y 4, que cuentan también con una zona de prácticas de juego largo y corto.
| BARRAS       | METROS | PAR | VALOR CAMPO | VALOR SLOPE |
| ------------ | ------ | --- | ----------- | ----------- |
| ██ Negras    | 6.487  | 72  |             | 136         |
| ██ Blancas   | 6.141  | 72  | 72.1        | 130         |
| ██ Amarillas | 5.603  | 72  | 71.1        | 130         |
| ██ Azules    | 4.982  | 72  | 69.3        | 130         |
| ██ Rojas     | 4.507  | 72  | 68.4        | 121         |

## Historia
Golf La Moraleja, S.A. fue creada en 1973 como una sociedad anónima con el objetivo de construir y gestionar unas instalaciones de golf para el disfrute de sus 6000 accionistas. En 1974 se adquirieron los terrenos donde hoy se encuentra el conjunto formado por el Chalet Social y el Campo 1, incluido el Chalet Infantil y la zona de mantenimiento.
El campo de golf se construyó entre 1974 y 1975 bajo la dirección y el diseño de Jack Nicklaus, y fue inaugurado en junio de 1976 con una competición de golf en la que tomaron parte el propio Jack Nicklaus, Valentín Barrios, Sam Snead y Tom Weiskopf.
En 1989 se adquirieron los terrenos donde hoy se encuentran las instalaciones del Campo 2, inaugurándose el segundo recorrido en 1990. El diseño del segundo campo de golf correspondió a la empresa Nicklaus Designs bajo la dirección de Ron Kirby. 
En 2003 se desarrolló el proceso de venta de una parcela de 33 hectáreas en la que estaban acomodadas las pistas de tenis del Campo 2, y que el Ayuntamiento de Madrid había recalificado tres años antes. El proceso permitió a Golf La Moraleja unos ingresos con los que la Asamblea de Socios decidió financiar la construcción de los campos 3 y 4, que se abrieron al juego en septiembre de 2012 y fueron inaugurados oficialmente en abril de 2013.
El actor y cantante Bing Crosby falleció de un infarto el 14 de octubre de 1977 después de jugar un partido en el club.
En marzo de 2018, el rey Felipe VI concedió al club el título de Real. Como consecuencia, cambió el nombre de la institución, que pasó a llamarse Real Club La Moraleja, así como sus símbolos, que incluyen la corona real.

## Campeonatos disputados
- 1981: Johnnie Walker Classic
- 1984: Johnnie Walker Classic
- 1986: Open de España
- 1996: Pro-Am Oki del Circuito Europeo
- 1997: Open de España
- 1992: World Cup of Golf
- 2006: Open de Madrid
- 2013: Campeonato de España Sub-16
- 1992: Campeonato del Mundo de Pádel
- 1997: Campeonato del Mundo de Pádel
- 1998: Campeonato del Mundo de Pádel
- 1999: Campeonato del Mundo de Pádel
- 2000: Campeonato del Mundo de Pádel
- 2001: Campeonato del Mundo de Pádel